# Капустин, Ананий Васильевич
Ана́ний Васи́льевич Капу́стин (17 сентября 1921, Поляна, Васильсурский уезд, Нижегородская губерния, РСФСР ― 6 ноября 2012, Москва, Россия) ― советский военачальник. Политрук роты 110 танковой дивизии на Сталинградском фронте, комсорг танковых корпусов на Воронежском, 1-м Украинском, 1-м и 2-м Белорусском фронтах в годы Великой Отечественной войны (1942―1945). Полковник (1961).

## Биография
Родился 17 сентября 1921 года в д. Поляна ныне Юринского района Марий Эл в крестьянской семье. Окончил 7-летнюю школу, работал счетоводом колхоза «Комбайн» в родной деревне.
15 апреля 1941 года призван в РККА. Участник Великой Отечественной войны: заместитель политрука танковой роты на Калининском и Юго-Западном фронтах. В 1942 году окончил Ташкентское военно-политическое училище ― политрук роты 110 танковой дивизии на Сталинградском фронте, комсорг танковых корпусов на Воронежском, 1-м Украинском, 1-м и 2-м Белорусском фронтах, гвардии майор. За боевые заслуги награждён орденами  Отечественной войны I степени (1945, дважды) и II степени (1943, 1944), Красной Звезды (1943), медалями, в т. ч. медалью «За оборону Сталинграда».
По окончании войны проживал в Москве, был политработником в механизированных и танковых дивизиях. В 1956 году окончил Военно-политическую академию им. В.И. Ленина. В 1961 году присвоено звание полковника. Завершил военную службу в августе 1982 года. Награждён орденами Отечественной войны II степени (1985), Красной Звезды (1951, 1968, 1981), «За службу в ВС СССР» III степени (1975).
Умер 6 ноября 2012 года в Москве, похоронен там же.

## Награды
- Орден Красного Знамени (1968)[1]
- Орден Отечественной войны I степени (07.08.1944, 25.05.1945)[6][7]
- Орден Отечественной войны II степени (31.07.1943, 06.02.1945, 06.04.1985)[8][9][10]
- Орден Красной Звезды (1943, 1951, 1968, 1981)[1]
- Орден «За службу Родине в Вооружённых Силах СССР» III степени (1975)[1]
- Медаль «За оборону Сталинграда»[3]
- Медаль «За победу над Германией в Великой Отечественной войне 1941—1945 гг.»[3]
- Юбилейная медаль «За доблестный труд. В ознаменование 100-летия со дня рождения Владимира Ильича Ленина»